# Christuskirche (Niesky)

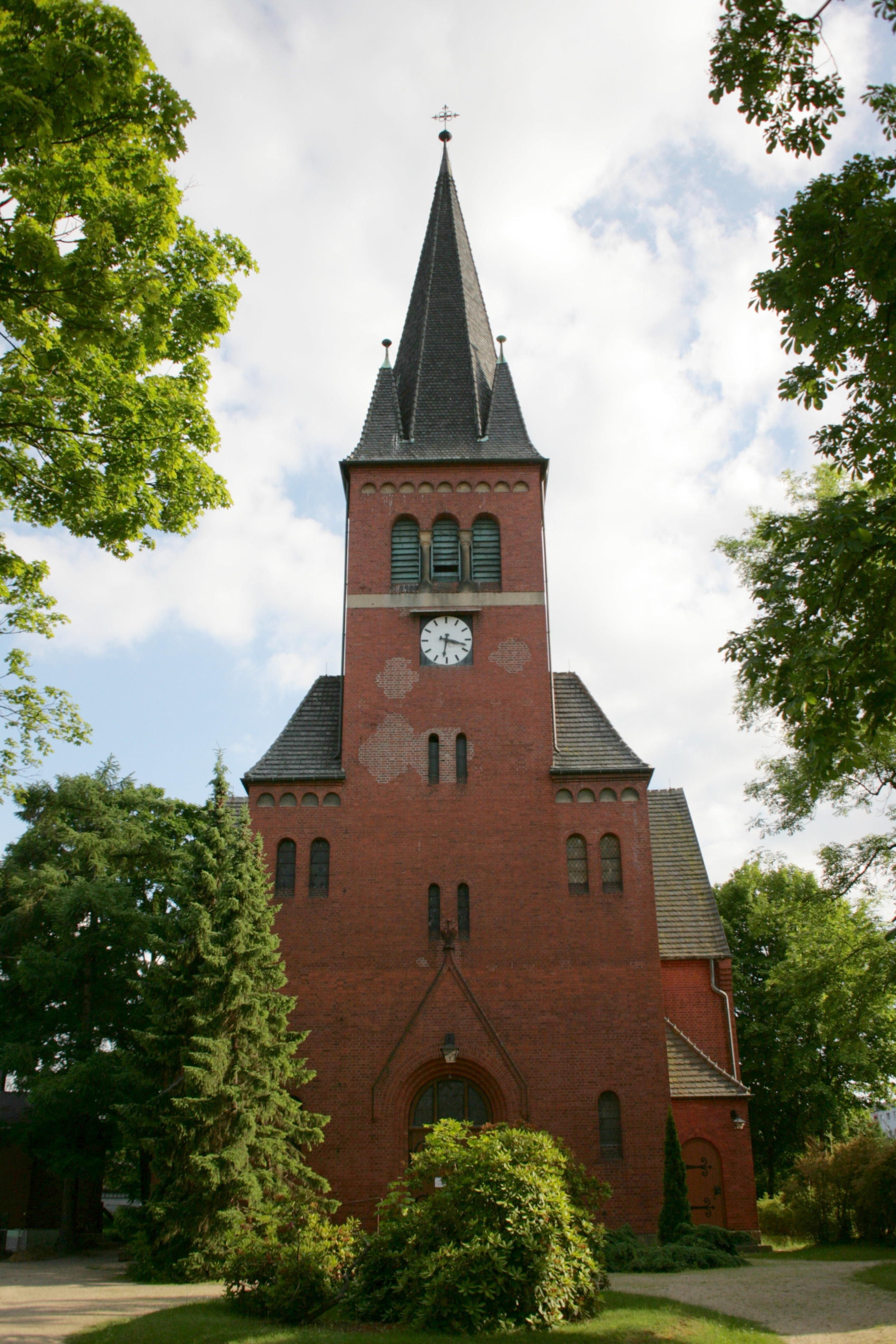
Christuskirche (2010)

Die Christuskirche ist das Kirchengebäude der evangelischen Kirchengemeinde der Stadt Niesky im Landkreis Görlitz in Sachsen. Die Kirchengemeinde gehört zum Kirchenkreis Schlesische Oberlausitz in der Evangelischen Kirche Berlin-Brandenburg-schlesische Oberlausitz. Die Ende des 19. Jahrhunderts erbaute Kirche steht aufgrund ihrer bau- und ortsgeschichtlichen Bedeutung unter Denkmalschutz.

## Architektur und Geschichte

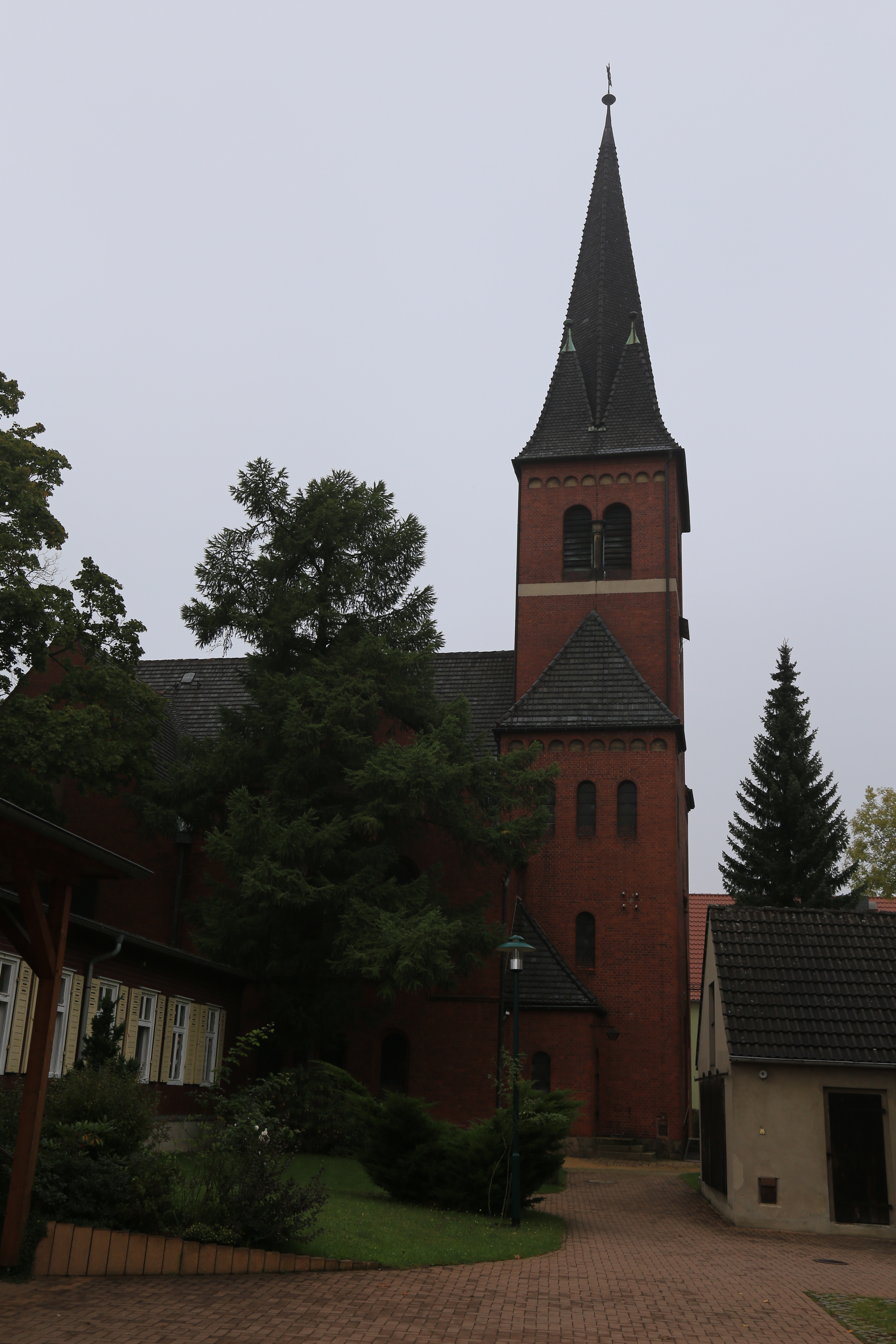
Ansicht der Kirche von Norden (2017)

Nach der Gründung der Kirchengemeinde im Jahr 1892 wurde fünf Jahre später in der Siedlung Neu-Ödernitz auf dem Gebiet der damaligen Gemeinde Ödernitz der Grundstein für die Christuskirche gelegt, im Oktober 1898 wurde mit dem Bau begonnen. Am 31. August 1899 wurde Richtfest gefeiert und am 15. Juli 1900 wurde die Kirche geweiht. Die Kirche ist ein neuromanischer Bau aus rotem Backstein. Die relativ große Kirche hat zwei Querhäuser jeweils mit rundbogigen Dreifenstergruppen. An der Ostwand befindet sich ein mit Strebepfeilern besetzter Altarraum mit einer ebenfalls rundbogigen Dreifenstergruppe aus Bleiglas und südlich davon eine eingeschossige Sakristei. Der breite Westturm wird ab dem Glockengeschoss quadratisch weiter geführt. Abgeschlossen ist der Turm mit einem sechsseitigen Spitzhelm mit kleinen Ecktürmchen, auf denen jeweils Turmkugeln thronen.
Bis 1921 wurde die Kirche mit Öfen beheizt, danach wurde eine Dampfheizung eingebaut. Seit 1993 wird das Gebäude mit Fernwärme versorgt. 1925 wurden der Kirchengemeinde vier Stahlglocken gespendet, seit 1934 ist die Kirche mit einer elektrischen Glockenläuteanlage ausgestattet, die 1996 erneuert wurde. Gegen Ende des Zweiten Weltkrieges wurde die Kirche beschädigt. Zum hundertjährigen Kirchweihjubiläum wurde das Gebäude am 16. Juli 2000 als „Christuskirche“ geweiht.

## Ausstattung

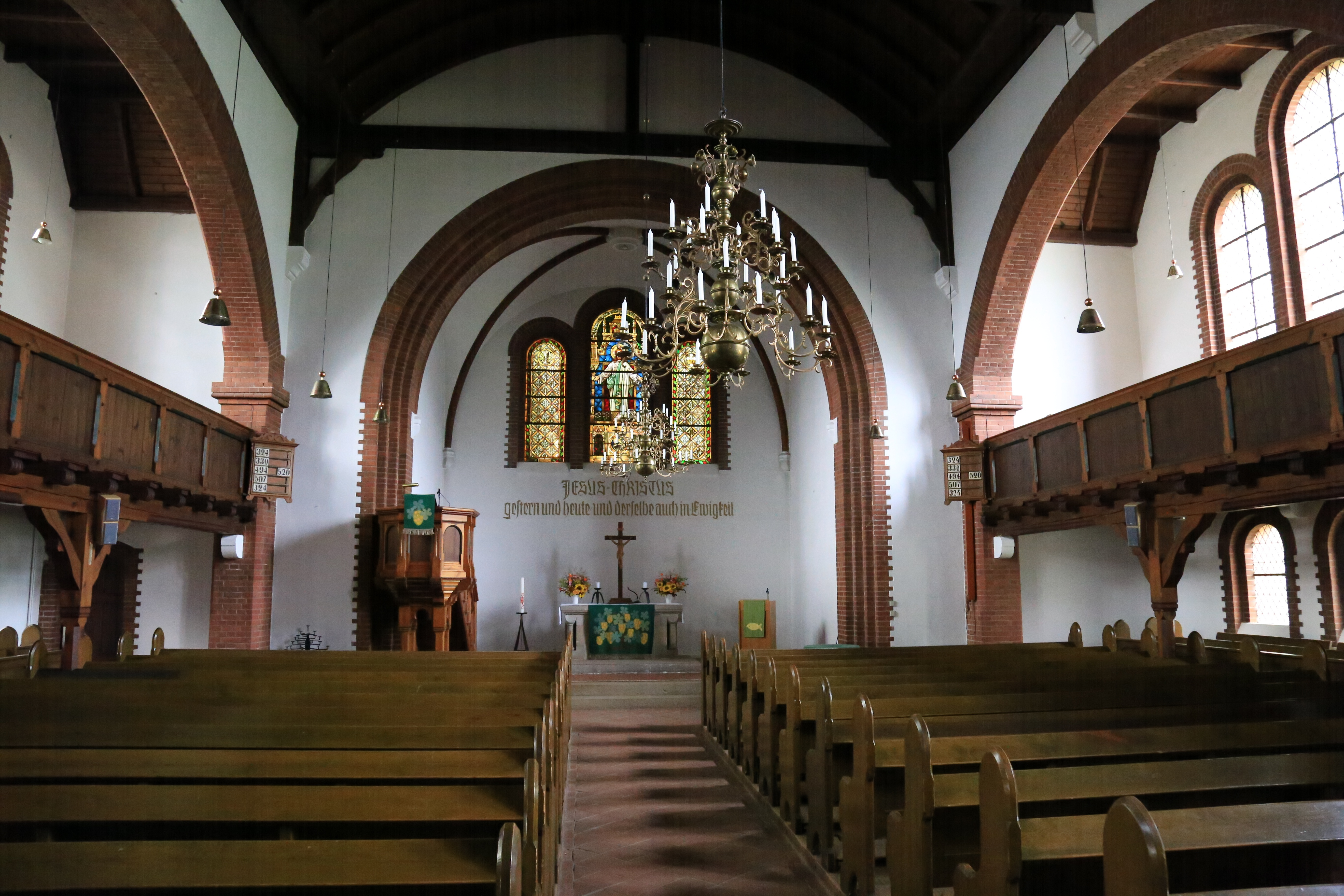
Blick zum Altarraum (2017)

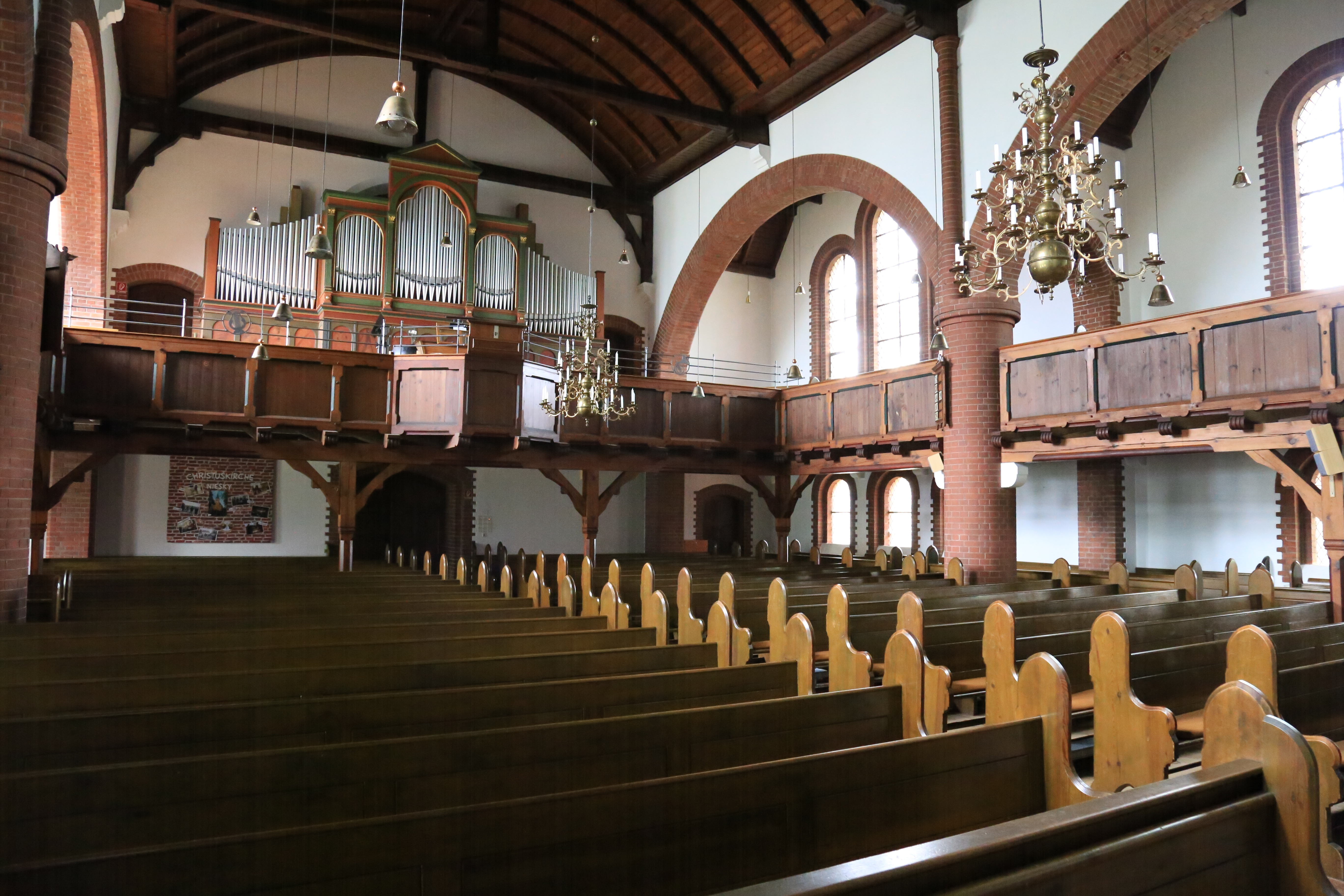
Orgelempore (2017)

Die hölzerne Kanzel und der Kronleuchter im Mittelgang stammen aus der Bauzeit der Kirche. Der Altar und das Taufbecken sind aus Lausitzer Sandstein gefertigt. Auf der Westempore steht eine pneumatische Orgel, die im Jahr 1930 von dem Orgelbauer Gustav Heinze aus Sorau gebaut wurde und ein mechanisches Instrument aus der Bauzeit der Kirche ersetzte. Die heutige Orgel hat 26 Register, für ihren Bau musste das vorhandene Prospekt erweitert werden. Die Kirche hat 650 Sitzplätze.

## Kirchengemeinde
Die Kirchengemeinde wurde am 1. November 1892 unter dem Namen „Kirchengemeinde Ödernitz“ aus Teilen der Kirchengemeinden Hähnichen und Nieder Seifersdorf neu gebildet und gehörte zunächst zum Kirchenkreis Rothenburg I. Neben Niesky gehören noch die ehemaligen Gemeinden Neuhof, Neu-Särichen und Ödernitz zur Kirchengemeinde. Nach der Eingemeindung von Ödernitz nach Niesky wurde die Kirchengemeinde nach einem Beschluss vom 2. Mai 1930 in Kirchengemeinde Niesky umbenannt.
Bis 1945 gehörte Niesky zur Evangelische Landeskirche der älteren Provinzen Preußens, aufgrund deren Zerfalls nach dem Ende des Zweiten Weltkrieges kam die Kirchengemeinde zur Evangelischen Kirche in Schlesien, die sich später in Evangelische Kirche der schlesischen Oberlausitz umbenannte. Der Kirchenkreis Rothenburg I änderte seinen Namen 1949 in Kirchenkreis Niesky. Im Januar 2004 schlossen sich die Evangelische Kirche der schlesischen Oberlausitz und die Evangelische Kirche in Berlin-Brandenburg zur Evangelischen Kirche Berlin-Brandenburg-schlesische Oberlausitz zusammen. Am 1. Januar 2007 fusionierten die Kirchenkreise Niesky, Görlitz und Weißwasser zum Kirchenkreis Niederschlesische Oberlausitz. Dieser wiederum schloss sich am 1. Januar 2014 mit dem Kirchenkreis Hoyerswerda zum Kirchenkreis Schlesische Oberlausitz zusammen.